# Resolutie 4 Veiligheidsraad Verenigde Naties
Resolutie 4 van de Veiligheidsraad van de Verenigde Naties werd eind april 1946 aangenomen en was de vierde resolutie van de VN-Veiligheidsraad. De resolutie passeerde met tien stemmen voor, zonder tegenstemmen en met de onthouding van de Sovjet-Unie. Men besloot te onderzoeken of de situatie in Spanje een gevaar vormde voor de internationale vrede en veiligheid.

## Achtergrond
Na de Spaanse Burgeroorlog − die duurde van 1936 tot 1939 − kwam Spanje onder het bewind van generaal Francisco Franco. Tijdens de Tweede Wereldoorlog hield die zijn land neutraal. Hij herstelde in naam de Spaanse monarchie, maar regeerde als een dictator tot aan zijn dood in 1975.

## Inhoud
Een VN-lidstaat bracht de situatie in Spanje op tafel, en vroeg de Veiligheidsraad te verklaren dat deze situatie internationale spanningen veroorzaakte en de internationale vrede en veiligheid in gevaar bracht.
Het kwam tot een morele veroordeling van generaal Franco's regime in de Veiligheidsraad. Er werd besloten dat verdere bestudering van de situatie nodig was om te bepalen of deze inderdaad spanningen veroorzaakte en de vrede en veiligheid in gevaar bracht. Daarom richtte de Veiligheidsraad een subcomité op, bestaande uit vijf van zijn leden. Dit comité moest de gestelde vragen onderzoeken en voor eind mei rapporteren aan de Veiligheidsraad.

## Verwante resoluties
- Resolutie 7 Veiligheidsraad Verenigde Naties besloot de situatie onder observatie te houden.
- Resolutie 10 Veiligheidsraad Verenigde Naties verwees de zaak door naar de Algemene Vergadering van de Verenigde Naties.

Lijst ·  1 ·  2 ·  3 ·  4 ·  5 ·  6 ·  7 ·  8 ·  9 ·  10 ·  11 ·  12 ·  13 ·  14 ·  15